# 44e (Home Counties) Infanteriedivisie

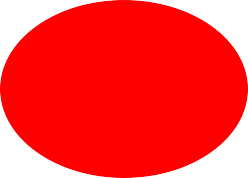
Insigne van het Britse 44e Infanteriedivisie

De 44e (Home Counties) Infanteriedivisie (Engels: 44th (Home Counties) Division) was een Britse infanteriedivisie die zowel in de Eerste Wereldoorlog als de Tweede Wereldoorlog diende.

## Geschiedenis
De 44e Infanteriedivisie werd in 1908 opgericht. Bij het uitbreken van de Eerste Wereldoorlog diende de divisie als bevoorradingseenheid van garnizoenstroepen in het oosten. Op 30 oktober 1914 vertrok het overgrote deel van de divisie naar India en daarna verder richting Birma en Aden. Tegen de tijd dat de divisie aankwam in India bestond de eenheid niet meer en de divisiecommandant keerde terug naar huis. 
Tijdens de Tweede Wereldoorlog maakte de divisie oorspronkelijk deel uit van het 3e Legerkorps  die een onderdeel was van het British Expeditionary Force. Later werd de divisie naar Noord-Afrika gezonden en vocht mee tijdens de Slag bij Alam el Halfa en de Tweede Slag bij El Alamein. Na de deze slag werd de 44e Infanteriedivisie ontbonden.
De 44e Infanteriedivisie werd in 1947 nieuw leven ingeblazen, maar werd in 1968 alweer ontbonden.

## Bevelhebbers
- generaal-majoor E.A. Osborne
- generaal-majoor Arthur Ernest Percival
- generaal-majoor Noel Mason-MacFarlane
- generaal-majoor Brian Horrocks
- generaal-majoor I.T.P. Hughes